# Cap Albert-de-Monaco
Pour les articles homonymes, voir Monaco (homonymie).
Le cap Albert-de-Monaco ou le cap Monaco (en anglais : Cape Monaco ; en espagnol : Cabo Monaco) est un cap qui forme la pointe sud-ouest de l'île Anvers, dans l'archipel Palmer, en Antarctique. 
Découvert en 1873-74 par une expédition allemande dirigée par Eduard Dallmann et cartographié en 1903-05 lors de la première expédition française en Antarctique conduite par Jean-Baptiste Charcot, le cap porte le nom du prince Albert Ier de Monaco, qui a soutenu économiquement l'expédition.